# Трапецієподібний м'яз
Трапецієподібний м'яз (лат. musculus trapezius) — один з великих поверхневих м'язів, розташований на задній поверхні шиї (лат. cervix) й верхній частині спини (лат. dorsum). Бере участь у рухах лопатки (лат. scapula), шиї (лат. cervix), рук (лат. manus, pl. - mani).

Розташування трапецієподібного м'яза та його відділів.
Верхні волокна
Середні волокна
Нижні волокна

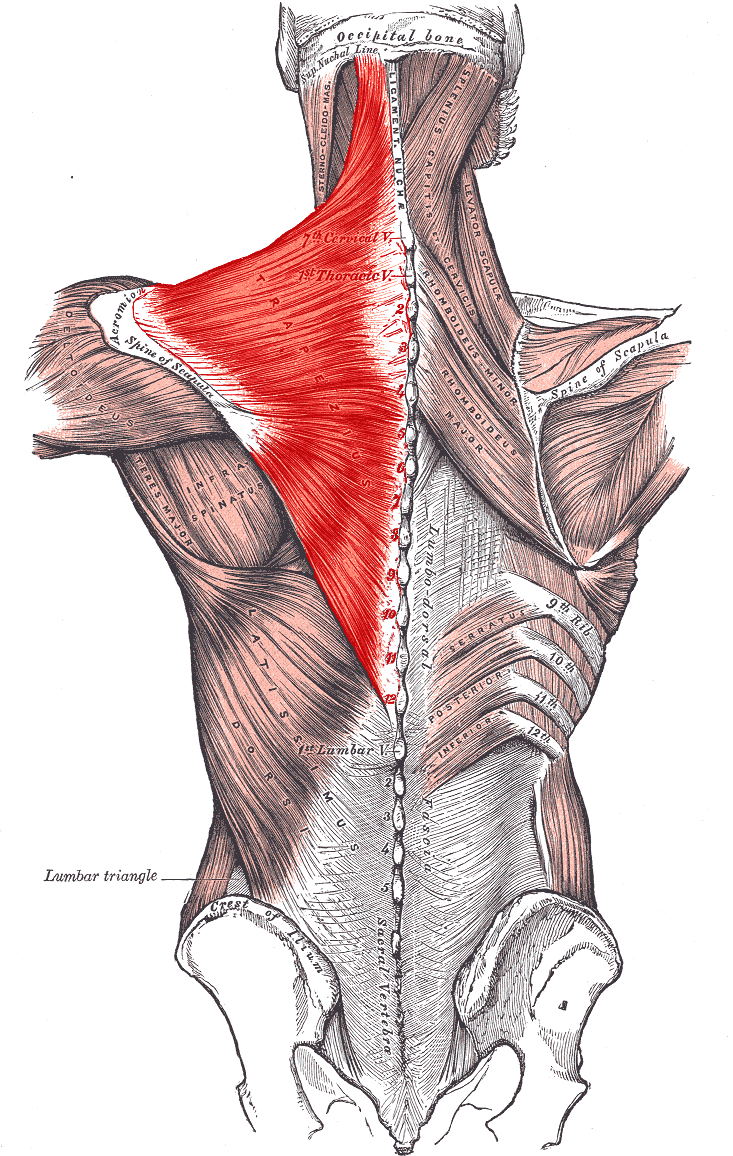
Трапецієподібний м'яз

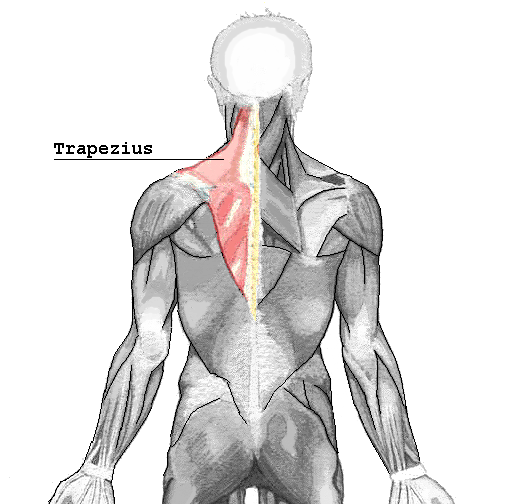
Трапецієподібний м'яз

## Анатомія
Трапецієподібний м'яз розташований від потиличної кістки, її верхньої каркової лінії, каркової зв'язки, і повздовжно згори донизу йде до остистого відростку останнього грудного хребця; в поперечному напрямку — від остистих відростків і надостьової зв'язки всіх VII шийного і всіх дванадцяти грудних хребців до надплечового відростка лопатки, прилеглих відрізків ключиці і лопаткової ості, де й прикріплюється. Розрізняють висхідну (нижню), поперечну (середню) і низхідну (верхню) його частини за напрямком м'язових пучків. Трапецієподібний м'яз має форму трикутника, основа котрого обернена до хребта, а вершина — до акромеона лопатки.

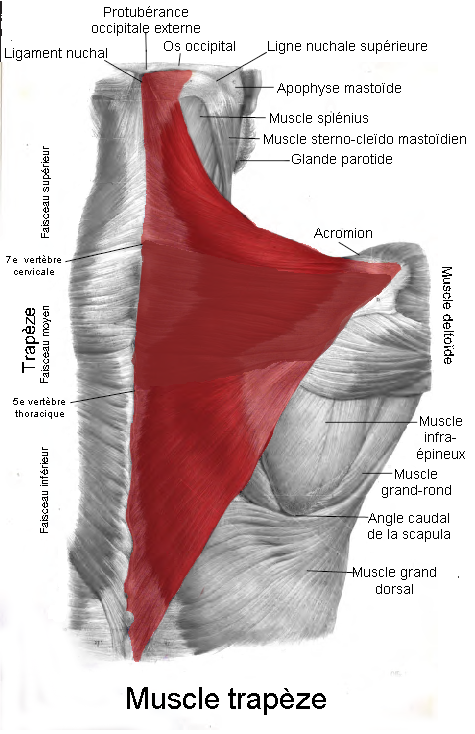
Трапецієподібний м'яз
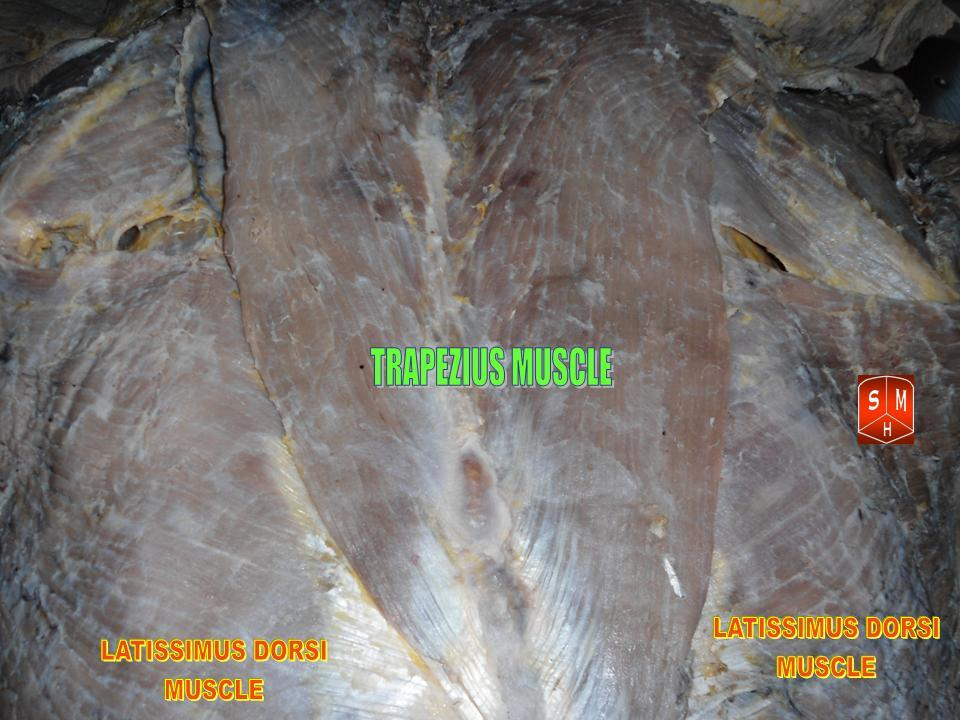
Трапецієподібний м'яз
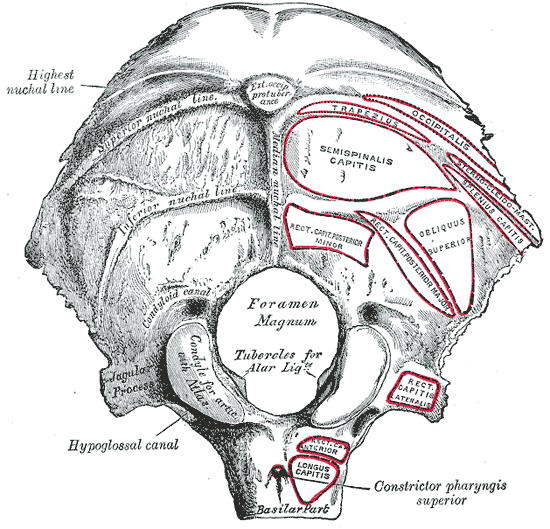
Потилична кістка
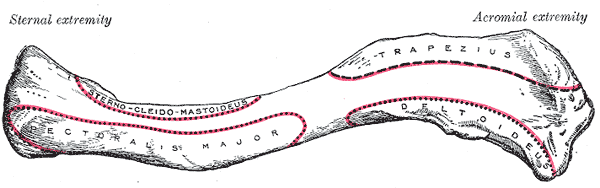
Ліва ключиця. Верхня поверхня
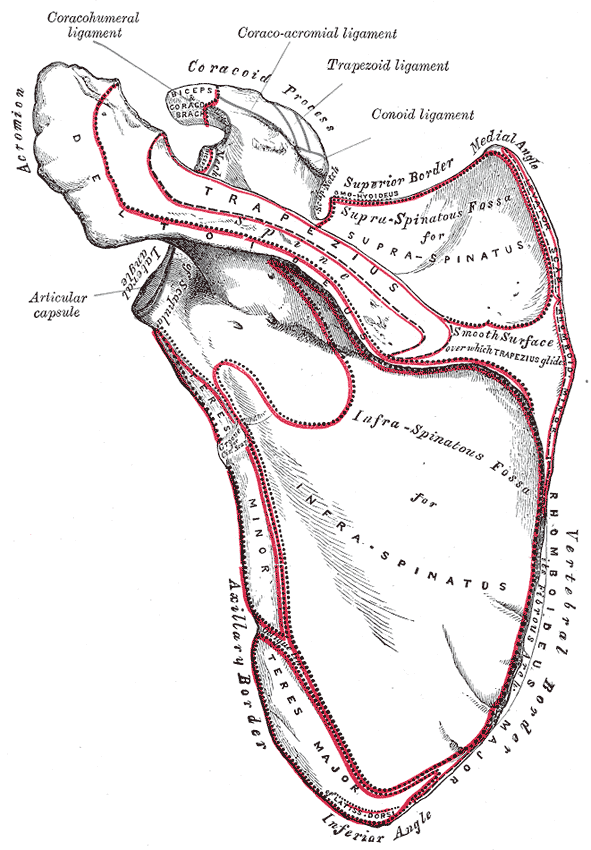
Ліва лопатка. Задня поверхня

## Кровопостачання
Поперечна артерія шиї (лат. a. transversa colli), потилична артерія (лат. a. occipitalis), надлопаткова артерія (лат. a. suprascapularis), задні міжреберні артерії (лат. aa. intercostales posteriores).

## Інервація
Рухова функція забезпечується додатковим нервом(лат. n. accessorius) — XI парою черепно-мозкових нервів. Чутливість, включно з болем і глибокою чутливістю (пропріоцепцією), забезпечена черевними гілками третього (С3) і четвертого (С4) шийних нервів. Як м'яз, що належить до верхньої кінцівки, він не інервується спинними гілками, хоча й розміщений на спині.

## Функції
Трапецієподібний м'яз має три частини, що виконують кожна свої функції: верхня частина (з низхідними м'язовими волокнами), яка підтримує руку; середня частина (з поперечно розташованими волокнами), який втягує лопатку; і нижня (частина з висхідними волокнами), яка бере участь у медіальному повороті й притисканні лопатки. А при двобічному скороченні трапецієподібного м'яза (musculus trapezius) обидві лопатки приводяться, розгинається голова (лат. caput) та шия (лат. cervix).

## Рухи
Під час скорочення верхні пучки трапецієподібного м'яза (musculus trapezius) підіймають бічний кут лопатки (лат. angulus lateralis scapulae) догори і присередньо і вона обертається навколо стрілової осі. Нижні пучки при скороченні опускають бічний кут лопатки. Коли скорочуються пучки середньої частини або весь м'яз одночасно, лопатка (лат. scapula) наближається до хребтового стовпа (лат. columna vertebralis)

## Вправи для трапеції
- Верхня частина трапецієподібного м'яза може бути зміцнена за допомогою вправи під назвою «шраги» (англ. shrugs — знизування плечима) з прямими вільно опущеними руками без ваги. Для посиленого тренування — зі штангою, гантелями, еспандером, з використанням блочного тренажеру або машини Сміта. Разом з дельтоподібним м'язом верхня частина трапецієподібного м'яза тренується вправою махи з гантелями стоячи.

- Середні волокна в «чистому вигляді» тренуються при зведенні лопаток. Таке приведення також захоплює верхні та нижні волокна. Вправа, як і попередні, виконується або без ваги, на прямих руках, або з еспандером чи використанням блочного тренажеру. На відміну від тренування верхньої частини трапецієподібного м'яза, руки підняті на 90° й долоні знаходяться на рівні плечей. В числі інших м'язів, трапецієподібний м'яз працює у всіх видах тяг спереду.

- Нижня частина може бути зміцнена тягами прямих рук згори при рухах лопатки донизу («обернені-» або «верхні шраги»). Вона також працює у всіх видах тяг згори та при підтягуванні

Підтягування